# Пюиданьель
Пюиданье́ль (фр. Puydaniel, окс. Puègdanièl) — коммуна во Франции, находится в регионе Юг — Пиренеи. Департамент — Верхняя Гаронна. Входит в состав кантона Отрив. Округ коммуны — Мюре.
Код INSEE коммуны — 31442.

## География

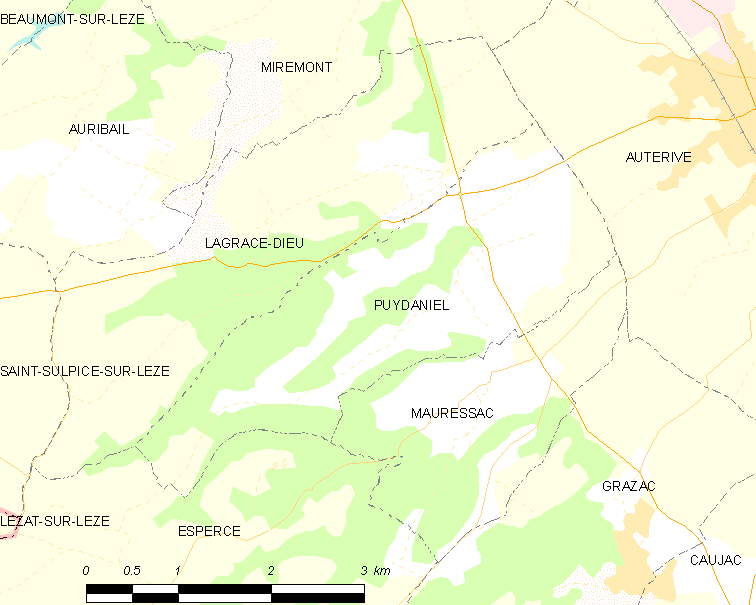
Карта коммуны

Коммуна расположена приблизительно в 620 км к югу от Парижа, в 30 км к югу от Тулузы.

## Климат
Климат умеренно-океанический. Зима мягкая и снежная, весна характеризуется сильными дождями и грозами, лето сухое и жаркое, осень солнечная. Преобладают сильные юго-восточные и северо-западные ветры.

## Население
Население коммуны на 2010 год составляло 408 человек.
| 1962 | 1968 | 1975 | 1982 | 1990 | 1999 | 2010 |
| ---- | ---- | ---- | ---- | ---- | ---- | ---- |
| 180  | 192  | 231  | 273  | 294  | 318  | 408  |

## Администрация
| Период | Период | Фамилия       | Партия | Примечания |
| ------ | ------ | ------------- | ------ | ---------- |
| 2001   | 2008   | Бернар Маларе |        |            |
| 2008   | 2020   | Жан-Клод Блан |        |            |

## Экономика
В 2010 году среди 265 человек трудоспособного возраста (15—64 лет) 208 были экономически активными, 57 — неактивными (показатель активности — 78,5 %, в 1999 году было 70,5 %). Из 208 активных жителей работали 192 человека (104 мужчины и 88 женщин), безработными было 16 (8 мужчин и 8 женщин). Среди 57 неактивных 24 человека были учениками или студентами, 16 — пенсионерами, 17 были неактивными по другим причинам.

## Достопримечательности
- Церковь Свв. Иоанна и Власия (XIV век). Исторический памятник с 1971 года[4]